# Черемшина (пісня)
«Черемши́на» — популярна українська пісня-романс, створена у 1965 році. Музика Василя Михайлюка, слова Миколи Юрійчука.

## Виконавці
Вперше пісню виконав хор у Вашківцях у травні 1965 року. Серед перших і найвідоміших виконавців пісні — Дмитро Гнатюк.
Інші виконавці: Софія Ротару, Квітка Цісик (альбом «Два кольори»), Тіна Кароль, Таїсія Повалій, Жанна Боднарук (альбом «Твір моїх мрій»), Олег Скрипка, Ярослав Євдокимов, Ірина Сказіна, тріо «Срібна терція», Татьяна Буланова, Олександр Малінін, Айлін, Дмитро Яремчук,Tom Soda.

## Текст пісні
| Знов зозулі голос чути в лісі, Ластівки гніздечко звили в стрісі. А вівчар жене отару плаєм, Тьохнув пісню соловей за гаєм. Приспів: Всюди буйно квітне черемшина Мов до шлюбу вбралася калина. Вівчара в садочку, В тихому куточку, Жде дівчина, жде. Йшла вона в садок повз осокори, Задивилась на високі гори, Де з беріз спадають вранці роси, Цвіт калини приколола в коси. Приспів. Вже за обрій сонечко сідає. З полонини їй вівчар співає: — Я прийду до тебе, як отару З водопою зажену в кошару. Приспів. Ось і вечір, вівці біля броду З Черемоша п’ють холодну воду, У садочку вівчара стрічає Дівчинонька, що його кохає. |

## Пародії
Через популярність пісні на неї складалися пародії. Одна з них була присвячена футбольній команді з Києва «Динамо»:

| Гучно мовив диктор, мов у лісі: - Київ виграє у Кутаїсі! А Медвідь жене м'яча по краю, Бишовець з Хмельницьким нападає. Приспів: Всюди гарно виграють кияни, Не страшні їм форварди й тарани, Бібу і Мунтяна, Сабо, Поркуяна Ждуть медалі, ждуть. Як Соснихін в нападі зіграє, То Торпедо з Києва тікає. Біба розпечатав їм ворота І відбив від золота охоту. Приспів Ось як хлопці-динамівці грають, В кубки золото вони складають, А прийдуть часи, коли й богиню Заховають в українську скриню. Приспів. |

## Виконавці пісні
- Дмитро Гнатюк - Черемшина [Архівовано 13 квітня 2016 у Wayback Machine.], 1969 рік (відео)
- Софія Ротару - Черемшина [Архівовано 11 жовтня 2014 у Wayback Machine.] (відео)
- Тріо "Срібна Терція" - Черемшина [Архівовано 17 грудня 2015 у Wayback Machine.] (відео)
- Квітка Цісик - Черемшина [Архівовано 31 травня 2014 у Wayback Machine.]
- Олег Скрипка - Черемшина [Архівовано 15 березня 2016 у Wayback Machine.]
- Ярослав Євдокимов - Черемшина (відео)
- Татьяна Буланова - Черемшина [Архівовано 5 жовтня 2013 у Wayback Machine.] (відео)
- Олександр Малінін - Черемшина [Архівовано 4 грудня 2015 у Wayback Machine.] (відео)
- Дмитро Яремчук - Черемшина (відео)
- Тіна Кароль - Черемшина (відео)
- Tom Soda - Черемшина (відео)

Пісня виконується у театральній виставі про Квітку Цісик «Я — Квітка», музичному монолозі-притчі на одну дію на вірші Тетяни Череп-Пероганич.